# Armoriale dei comuni del Passo di Calais
L'armoriale dei comuni del dipartimento di Pas-de-Calais è suddiviso in quattro pagine separate:
- Armoriale dei comuni del dipartimento 62 - Pas-de-Calais (A-C);
- Armoriale dei comuni del dipartimento 62 - Pas-de-Calais (D-H);
- Armoriale dei comuni del dipartimento 62 - Pas-de-Calais (I-P);
- Armoriale dei comuni del dipartimento 62 - Pas-de-Calais (Q-Z).